# 金子翔太
金子 翔太（かねこ しょうた、1995年5月2日 - ）は、栃木県日光市出身のプロサッカー選手。ポジションはフォワード、ミッドフィールダー。

## 来歴

### プロ入り前
2008年、JFAアカデミー福島に3期生として入校。2011年3月に発生した東日本大震災による福島第一原子力発電所事故の対応拠点にJヴィレッジが使用される事となった為、静岡県御殿場市に環境を移す。2012年、高円宮杯プリンスリーグ東北1部で20得点を挙げ得点王を獲得し、チームの優勝、プレミアリーグ昇格の原動力となった。2013年6月、清水エスパルスに特別指定選手として選手登録された。

### 清水エスパルス
2014年より、清水エスパルスへ正式に入団。同年2月、J3に参戦するJリーグ・アンダー22選抜に選手登録された。2015年8月、栃木SCへ育成型期限付き移籍した。2015年末で栃木SCへの期限付き移籍期間が満了となり2016年より清水に復帰した。
清水に復帰した2016年は序盤こそ出場機会が無かったものの、6月上旬に大前元紀が負傷により長期離脱することになった際に鄭大世と2トップを形成して出場機会を掴んだ。
2016年11月20日、自動昇格のかかったJ2第42節・徳島ヴォルティス戦で、途中出場から決勝ゴールを奪って昇格に貢献した。
2017年4月21日、J1第8節にて、J1通算20,000号ゴールを川崎フロンターレ戦（等々力陸上競技場）で決めた。
2018年以降はサイドハーフでの出場が大半となる。2018年3月18日、J1第4節・ベガルタ仙台戦にて、3試合連続得点を達成すると同時に、J1ホーム通算650号も達成。8月29日、台風の影響で延期となっていたJ1第18節・横浜F・マリノス戦では1得点1アシストを記録し、中盤起用の選手としてリーグトップの9得点5アシストを記録。12月1日、J1第34節・V・ファーレン長崎戦で、前半43分に石毛秀樹の得点をアシストして同点弾を演出すると、後半17分にドウグラスのアシストを受け、同点弾を挙げた。この得点で自身初のリーグ戦二桁得点を達成。北川航也・ドウグラスと共に1シーズン二桁得点を達成したことで、清水は1998年以来となる1シーズン3人の二桁得点と、2013年以来となる一桁順位でのリーグ戦終了を達成した。

### ジュビロ磐田
2021年7月14日、J2のジュビロ磐田に期限付き移籍。9月4日の松本山雅FC戦で移籍後初ゴールを挙げた。チームはJ1昇格を果たし、シーズン終了後に磐田への完全移籍発表した。
2022シーズンは、途中出場が多かったが7月30日に行われた湘南ベルマーレ戦からスタメン出場が増加。9月17日のセレッソ大阪戦と10月8日の鹿島アントラーズ戦では2試合連続ゴールを決めるなど活躍したが、チームは1年でJ2降格となった。
2023シーズンは、チームの中心選手としてリーグ戦29試合6得点を記録し、1年でのJ1昇格に貢献した。
2024シーズンは、出場機会が減少。リーグ中断期間にはオフを返上して高地トレーニングに励むなど、コンディションの向上の維持に努めた。スタメンで出場した時期もあったが、チームの調子は上がらず、最終的には1年でのJ2降格が決定した。シーズン終了後に契約満了によりチームを退団する事が発表された。

### 藤枝MYFC
2025年、藤枝MYFCに加入した。

## 人物
2017年4月に結婚。
2018年7月、第一子の長男が誕生した。
2021年11月18日、第二子の長女が誕生した。

## 所属クラブ
- 今市第三カルナヴァル (日光市立今市第三小学校)[1]
- 2008年 - 2013年 JFAアカデミー福島[1] (広野町立広野中学校→福島県立富岡高等学校)
  - 2013年6月 - 同年12月 清水エスパルス (特別指定選手)
- 2014年 - 2021年  清水エスパルス
  - 2014年 - 2015年  Jリーグ・アンダー22選抜
  - 2015年8月 - 同年12月  栃木SC (育成型期限付き移籍)
  - 2021年7月 - 2021年  ジュビロ磐田 (期限付き移籍)
- 2022年 - 2024年  ジュビロ磐田
- 2025年 -  藤枝MYFC

## 個人成績
| 国内大会個人成績 | 国内大会個人成績 | 国内大会個人成績 | 国内大会個人成績 | 国内大会個人成績 | 国内大会個人成績 | 国内大会個人成績 | 国内大会個人成績 | 国内大会個人成績 | 国内大会個人成績 | 国内大会個人成績 | 国内大会個人成績 |
| 年度             | クラブ           | 背番号           | リーグ           | リーグ戦         | リーグ戦         | リーグ杯         | リーグ杯         | オープン杯       | オープン杯       | 期間通算         | 期間通算         |
| 年度             | クラブ           | 背番号           | リーグ           | 出場             | 得点             | 出場             | 得点             | 出場             | 得点             | 出場             | 得点             |
| 日本             | 日本             | 日本             | 日本             | リーグ戦         | リーグ戦         | リーグ杯         | リーグ杯         | 天皇杯           | 天皇杯           | 期間通算         | 期間通算         |
| ---------------- | ---------------- | ---------------- | ---------------- | ---------------- | ---------------- | ---------------- | ---------------- | ---------------- | ---------------- | ---------------- | ---------------- |
| 2014             | 清水             | 30               | J1               | 2                | 0                | 2                | 0                | 1                | 0                | 5                | 0                |
| 2015             | 清水             | 30               | J1               | 5                | 0                | 0                | 0                | 0                | 0                | 5                | 0                |
| 2015             | 栃木             | 22               | J2               | 5                | 1                | -                | -                | 1                | 0                | 6                | 1                |
| 2016             | 清水             | 30               | J2               | 22               | 4                | -                | -                | 4                | 2                | 26               | 6                |
| 2017             | 清水             | 30               | J1               | 26               | 4                | 4                | 1                | 3                | 0                | 33               | 5                |
| 2018             | 清水             | 30               | J1               | 34               | 10               | 0                | 0                | 2                | 0                | 36               | 10               |
| 2019             | 清水             | 30               | J1               | 33               | 1                | 1                | 0                | 4                | 0                | 38               | 1                |
| 2020             | 清水             | 30               | J1               | 30               | 5                | 1                | 0                | -                | -                | 31               | 5                |
| 2021             | 清水             | 30               | J1               | 5                | 0                | 7                | 1                | 1                | 0                | 13               | 1                |
| 2021             | 磐田             | 40               | J2               | 17               | 1                | -                | -                | -                | -                | 17               | 1                |
| 2022             | 磐田             | 40               | J1               | 23               | 3                | 6                | 1                | 3                | 0                | 32               | 4                |
| 2023             | 磐田             | 40               | J2               | 29               | 6                | 4                | 1                | 0                | 0                | 33               | 7                |
| 2024             | 磐田             | 40               | J1               | 14               | 1                | 1                | 0                | 1                | 0                | 16               | 1                |
| 2025             | 藤枝             | 50               | J2               |                  |                  |                  |                  |                  |                  |                  |                  |
| 通算             | 日本             | 日本             | J1               | 172              | 24               | 26               | 3                | 15               | 0                | 213              | 27               |
| 通算             | 日本             | 日本             | J2               | 73               | 12               | 4                | 1                | 5                | 2                | 82               | 15               |
| 総通算           | 総通算           | 総通算           | 総通算           | 245              | 36               | 30               | 4                | 20               | 2                | 295              | 42               |

- 2013年は特別指定選手としての出場は無し。

その他の公式戦
| 2014   | J-22   | -      | J3     | 9  | 2 | 9  | 2 |
| 2015   | J-22   | -      | J3     | 9  | 1 | 9  | 1 |
| 通算   | 日本   | 日本   | J3     | 18 | 3 | 18 | 3 |
| 総通算 | 総通算 | 総通算 | 総通算 | 18 | 3 | 18 | 3 |

- 公式戦初出場 - 2014年3月19日 ナビスコ杯予選リーグ第1節 対ベガルタ仙台（IAIスタジアム日本平）
- Jリーグ初出場・初得点 - 2014年3月30日 J3第4節 対ブラウブリッツ秋田（秋田市八橋運動公園球技場）
- J1通算20,000号ゴール - 2017年4月21日 J1第8節 対川崎フロンターレ（等々力陸上競技場）
- 清水エスパルスJ1ホーム通算650号ゴール - 2018年3月18日 J1第4節 対ベガルタ仙台（IAIスタジアム日本平）

## タイトル

### クラブ
JFAアカデミー福島U15
- U-15福島県サッカーリーグ (2008年)
- 東北U-15みちのくリーグ南東北 (2009年)

JFAアカデミー福島U18
- 高円宮杯U-18サッカーリーグ プリンスリーグ東北2部 (2011年)
- 高円宮杯U-18サッカーリーグ プリンスリーグ東北1部 (2012年)

ジュビロ磐田
- J2リーグ（2021年）

### 代表
U-19日本代表
- 2014 AFF U-19ユース選手権（英語版） (2014年)

### 個人
- 高円宮杯U-18サッカーリーグ プリンスリーグ東北1部 得点王 (2012年)
- 高円宮杯 JFA U-18サッカープレミアリーグイースト 得点王 (2013年)

## 代表歴
- U-16日本代表
- U-17日本代表
- U-18日本代表
  - AFC U-19選手権2014 (予選)
- U-19日本代表
  - 2014 AFF U-19ユース選手権（英語版）